# کوئیتیوا
کوئیتیوا (انگلیسی: Cuítiva) یک منطقهٔ مسکونی در کلمبیا است.